# Windows 8
Windows 8 je již nepodporovaný operační systém od firmy Microsoft z řady Windows NT, která byla vydána 26. října 2012. Byla určena jak pro desktop, tak i pro přenosné počítače (notebooky) a tablety, což byla novinka. Z tohoto důvodu byla ze systému odstraněna Nabídka Start (byla nahrazena dlaždicovým přehledem nainstalovaných aplikací, nicméně brzy se objevily uživateli vytvořené modifikace, které ji do systému vracely). Do systému byla přidána podpora Moderních aplikací (též nazývány Metro-style aplikace, univerzální aplikace atp.), které jsou distribuovány pouze prostřednictvím Windows Store za účelem zvýšení bezpečnosti a usnadnění jejich instalace (podobně jako na mobilních zařízeních).
Systém Windows 8 se měl stát nástupcem verze Windows 7, ale ani v součtu s verzí Windows 8.1 nedosáhl ani jedné třetiny rozšíření na trhu, jaké měl starší systém Windows 7. Nepřekonal v podílu na trhu ani v té době již zastaralou a nepodporovanou verzi Windows XP.
Nástupce je systém Windows 10.

## Charakteristika
Vydána byla 32bitová pro procesory x86, 64bitová verze pro procesory x86-64 a verze Windows RT pro procesory ARM, používané v mobilních zařízeních.
Windows 8 je založen na uživatelském rozhraní Modern User Interface (původní název je Metro), které je dříve známé ze systému Windows Phone. V systémových aplikacích se také rozšířila vysouvací nabídka Ribbon, která má nahradit klasické textové menu a byla použita už v některých aplikacích systému Windows 7, jako třeba Malování, a také v novějších verzích balíku Microsoft Office. Kvůli změnám v jádře systému může dojít k nekompatibilitě ovladačů. Aplikace napsané pro architekturu x86-64 nejsou kompatibilní s verzí pro architekturu ARM.

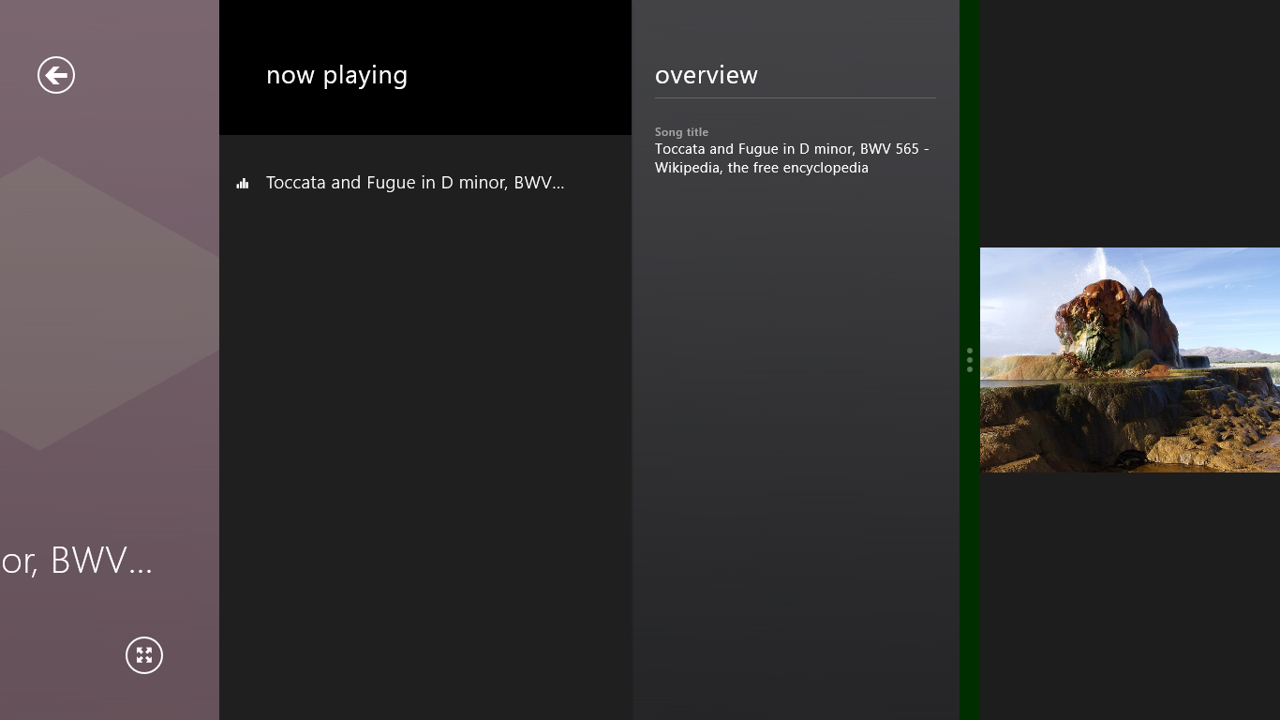
Snap feature: Xbox Music app, along Photos app snapped into a sidebar to the right side of the screen

## Vývojové verze

### Dřívější vývoj
- Build 7850 (32bit, Milestone 1) byl sestaven 22. září 2010, unikl přes BetaArchive, na P2P síti a dalších se objevil 12. dubna 2011. Tento build už obsahuje Ribbon rozhraní pro Průzkumník, PDF čtečku pojmenovanou Modern Reader, vylepšený správce úloh pojmenovaný jako Modern Task Manager

- Build 7955 (32bit, Milestone 2) unikl 25. dubna 2011. Nové funkce v tomto buildu je nové přihlašovací okno, nový OOBE (Out-of-box Environment – instalátor, první průvodce, kterého uživatel potká), vylepšený UI a další.

- Build 7959 (64bit, Milestone 3), unikl 1. května 2011. Tato verze stavěla na produktu Windows Server a jednalo se o první build tohoto typu.

- Build 7971 (Milestone 3) byl představen úzce spolupracujícím partnerům firmy Microsoft 29. března 2011. Rozhraním byl už nový tzv. Aero Lite'.

### Developer Preview
Build 8102 (Developer Preview) byla vývojářská edice, představená 13. září 2011 na konferenci Windows Build, obsahující nové rozhraní Metro a většinu dalších funkcí, které byly k dispozici ve finální verzi.

### Consumer Preview
Consumer Preview byla otevřená betaverze, představená 29. února 2012 na MWC 2012. Obsahuhovala obchod s aplikacemi Windows Store, znova také obsahovala PDF čtečku, poté přejmenovanou na Windows Reader a dostupnou přes prostředí Metro. To se dočkalo mnoha úprav, aby bylo snáze ovladatelnější a použitelnější. Plocha přišla o tlačítko Start, které si však lze různými způsoby obnovit do původní podoby, a Průzkumník by měl standardně skrývat pás karet. V této verzi již fungovala integrace nového operačního systému s cloudovými a internetovými službami. V rozhraní Metra byl tzv. Šém objevující se na pravé straně a usnadňující sdílení, vyhledávání, nastavování a přístup k různým zařízením.

### Release Preview
Poslední testovací verzi Microsoft uvolnil 31. května 2012, avšak čínská verze unikla o několik dní dříve. Oproti Consumer Preview obsahovala drobná vylepšení rozhraní Metro. Vypršela 15. ledna 2013.

### Plná verze
- plnohodnotná čeština
- víc aplikací pro metro
- vylepšené funkce

#### Minimální požadavky
- Procesor o taktu 1 GHz (x86 kompatibilní s podporou technologií PAE, NX a SSE2, s ARM Consumer Preview nepočítá).
- 1 GB operační paměti pro 32bitovou edici, 2 GB pro 64bitovou edici.
- 16 GB místa na disku pro 32bitovou edici nebo 20 GB pro 64bitovou edici.
- Grafická karta podporující DirectX 9.

## Novinky
- nový správce úloh
- nativní podpora USB 3.0
- integrace s Xbox Live
- Windows Store jako jediná možnost nákupu a stahování Metro aplikací
- hybridní start systému umožní rychlejší spouštění ukládáním jádra systému na disk a jeho načítáním během spouštění

## Windows 8.1
Od 18. října 2013 byla zdarma k dispozici aktualizace Windows 8 na Windows 8.1, která napravila některé nedostatky původní verze a pomohla k trochu většímu prodeji systému Windows 8.

## Certifikace
Hardware certifikovaný pro Windows musel obsahovat Unified Extensible Firmware Interface (UEFI) a Trusted Platform Module (TPM). To mělo bránit šíření malware a zvětšilo bezpečnost komunikace, ale zároveň výrobce by měl rozhodovat, jaký software může majitel hardware spustit a zda bude moci hardware vůbec použít.